# 博爾斯埃克斯 (新墨西哥州)
博爾斯埃克斯（英語：Boles Acres）是位於美國新墨西哥州奧特羅縣的普查規定居民點。

## 人口
根據2020年美國人口普查的數據，博爾斯埃克斯的面積為31.70平方千米，皆為陸地。當地共有人口1788人，而人口密度為每平方千米56.4人。